# Митко Мутафчиев
Митко Динков Мутафчиев е български политик от БКП, кандидат-член на ЦК на БКП.

## Биография
Роден е на 17 септември 1932 г. в шуменското село Никола Козлево. Завършва основно образование в родното си село, а средно в Нови пазар през 1951 г. През 1956 г. завършва Висшия стопански институт „Васил Коларов“ в Пловдив, днес Аграрен университет. Между 1956 и 1962 г. работи в Научноизследователския институт по земеделие в Карнобат. Между 1962 и 1970 г. е председател на обединеното ТКЗС „Д. Михайлов“ в родното си село. През 1971 г. завършва академия за социално управление в Москва. В периода 1972 – 1974 г. е завеждащ отдел селско стопанство в Окръжния комитет на БКП в Шумен и заместник-председател на Общинския народен съвет в града. От 1974 до 1980 г. е генерален директор на НПОС. От 1980 до 1984 г. е председател на ИК на ОНС в Шумен. В периода 4 април 1981 – 5 април 1986 г. е кандидат-член на ЦК на БКП. Между 1984 и 1994 г. е директор на ДЗС „Кабиюк“. През 1997 г. става председател на земеделската кооперация „Напредък“ в кв. Макак. През 1990 г. е избран за депутат в VII ВНС от Нови пазар. Награждаван е със Златен орден на труда и орден „9 септември 1944“.